# KK Vrijednosnice Osijek
O Košarkaški klub Vrijednosnice Osijek é um clube profissional de basquetebol sediado na cidade de Osijek, Osijek-Barânia, Croácia que atualmente disputa a Liga Croata. Foi fundado em 1980 e manda seus jogos na Gradski vrt Hall que possui capacidade de 1448 espectadores.